# BioParque do Rio
O BioParque do Rio (conhecido também como Jardim Zoológico do Rio de Janeiro, seu antigo nome) é um zoológico brasileiro localizado na Quinta da Boa Vista, no Rio de Janeiro. Sua origem vem do antigo zoológico fundado por João Batista Viana Drummond, em 1888. O atual espaço, no bairro de São Cristóvão, foi inaugurado em 1940. Em 1985, o Jardim Zoológico foi transformado na Fundação Jardim Zoológico da Cidade do Rio de Janeiro, ligada à Prefeitura Municipal do Rio de Janeiro.
No ano de 2019, o parque foi fechado para a visitação pública para que uma profunda reforma fosse concluída. O local passou a ser chamado de BioParque do Rio, sendo inaugurado em 2021. Desde então, o espaço é administrado pelo Grupo Cataratas, responsável também pelo Cristo Redentor e AquaRio.

## História

### O Jardim Zoológico do Barão de Drummond
Após uma viagem a Paris, na década de 1870, o empresário João Batista Viana Drummond ficou impressionado com o urbanismo daquela capital à época e, na qualidade de amigo do imperador Dom Pedro II, adquiriu a antiga Fazenda dos Macacos à princesa Isabel por 120 contos de réis em 1872, no atual bairro de Vila Isabel, implantando, nela, um grande projeto de urbanização que viria a culminar, em 16 de janeiro de 1888, na inauguração de um jardim zoológico. No mesmo ano, o empresário recebeu o título de barão de Drummond.
Amante de animais, tinha autorização do império para a sua importação, mantendo, em sua residência, exemplares de diversas espécies. Desse modo, instalou o primeiro jardim zoológico moderno da cidade e do país (acredita-se que fruto ainda da inspiração de sua viagem a Paris) em um parque com riachos e lagos artificiais no bairro de Vila Isabel, em 16 de janeiro de 1888.
Com a Proclamação da República no Brasil, em 1889, e com o consequente fim da ajuda de custo garantida pelo imperador, a manutenção do jardim e de seus animais tornou-se um pesado encargo financeiro. Como solução, o barão concebeu uma loteria para financiá-lo. Diariamente, fazia pendurar uma gaiola coberta por um pano, ocultando um animal de pequeno porte, no alto do portão do jardim zoológico. Cada ingresso dava direito a um bilhete numerado – e cada número correspondia a um animal –, para concorrer ao sorteio diário do "bicho", à hora do encerramento do parque ao público. O dinheiro arrecadado era revertido, parte para a aquisição de mais espécimes para o zoológico, e parte como prêmio aos apostadores. O "jogo dos bichos", devido ao baixo valor do ingresso, revelou-se muito popular, e encontra-se na origem da contravenção atual do jogo do bicho no país. Inicialmente, os moradores do bairro (e depois visitantes de toda a cidade) faziam as apostas pela manhã e inteiravam-se do resultado do jogo do dia, afixado em um poste, ao final da tarde.
Ao longo dos anos, no entanto, com a sucessão das administrações e diante das dificuldades, o antigo zoológico viu-se obrigado a fechar suas portas – o que ocorreu, de fato, na década de 1940.
O local deste primeiro jardim zoológico foi recentemente recuperado pela Prefeitura Municipal do Rio de Janeiro, sendo renomeado como Jardim da Princesa.

### Jardim Zoológico da Quinta da Boa Vista
Em 18 de março de 1945, o Rio de Janeiro ganhou um novo jardim zoológico, inaugurado pelo então presidente Getúlio Vargas, no parque da histórica Quinta da Boa Vista, residência da Família Real Portuguesa e da Família Imperial Brasileira, junto ao Museu Nacional do Brasil.

#### Fundação Jardim Zoológico da Cidade do Rio de Janeiro
Alternando períodos de prosperidade e de dificuldades, o Jardim Zoológico foi transformado, em 1985, na Fundação Jardim Zoológico da Cidade do Rio de Janeiro, ligada à Prefeitura Municipal do Rio de Janeiro. A mudança proporcionou maior agilidade administrativa, permitindo um extenso processo de modernização que transformou a instituição em um respeitado centro de pesquisas e educação ambiental, reconhecido em todo o país e no exterior.
Em 8 de janeiro de 2005, a Fundação Jardim Zoológico da Cidade do Rio de Janeiro, com o apoio da VITAE – Apoio à Cultura, Educação e Promoção Social, inaugurou o Museu da Fauna, um projeto voltado à educação ambiental que permite conhecer os ecossistemas brasileiros.

### Reforma e reinauguração
O Jardim Zoológico enfrentou problemas estruturais, que levou o Instituto Brasileiro do Meio Ambiente e dos Recursos Naturais Renováveis (Ibama) a fechar o local em 2016. Com isso, o prefeito Eduardo Paes revolveu conceder o local à iniciativa privada, e o local foi repassado para a Fundação Cataratas, que administra os parques do Corcovado e das Cataratas do Iguaçu. Em 2019, o Jardim Zoológico foi fechado para reformas.
A reabertura do espaço aconteceu em 2021, com o nome de BioParque do Rio. O local foi remodelado para se assemelhar a uma floresta tropical. Os animais já não ficam mais entre as grades, passando a circular por túneis, corredores e passarelas.

### Mortes de animais por influenza aviária
Em 17 de julho de 2025, o Jardim Zoológico fechou temporariamente após a morte de nove galinhas-d'angola por causa desconhecida antes de ser identificada como influenza aviária.
Em 22 de julho, o BioParque do Rio informou que uma análise laboratorial detectou infecção por influenza aviária como causa das mortes de 9 aves da espécie galinha-d’angola da unidade.
Em 23 de julho, o governo do Rio de Janeiro confirmou os primeiros casos de gripe aviária em aves domésticas no estado. O BioParque do Rio reabriu após identificar a contaminação em nove galinhas-d’Angola que morreram no local.
Em 25 de julho, o BioParque do Rio confirmou a morte de mais dois animais por gripe aviária na área da Savana Africana, elevando para 18 o total de aves mortas.
Em 30 de julho, o BioParque do Rio confirmou a morte de três marrecos e uma maritaca pelo surto anterior de gripe aviária, que ocorreu em uma área diferente. Como medida preventiva, o parque decidiu suspender temporariamente as atividades e manter as instalações fechadas ao público.